# Free Presbyterian Church of Scotland

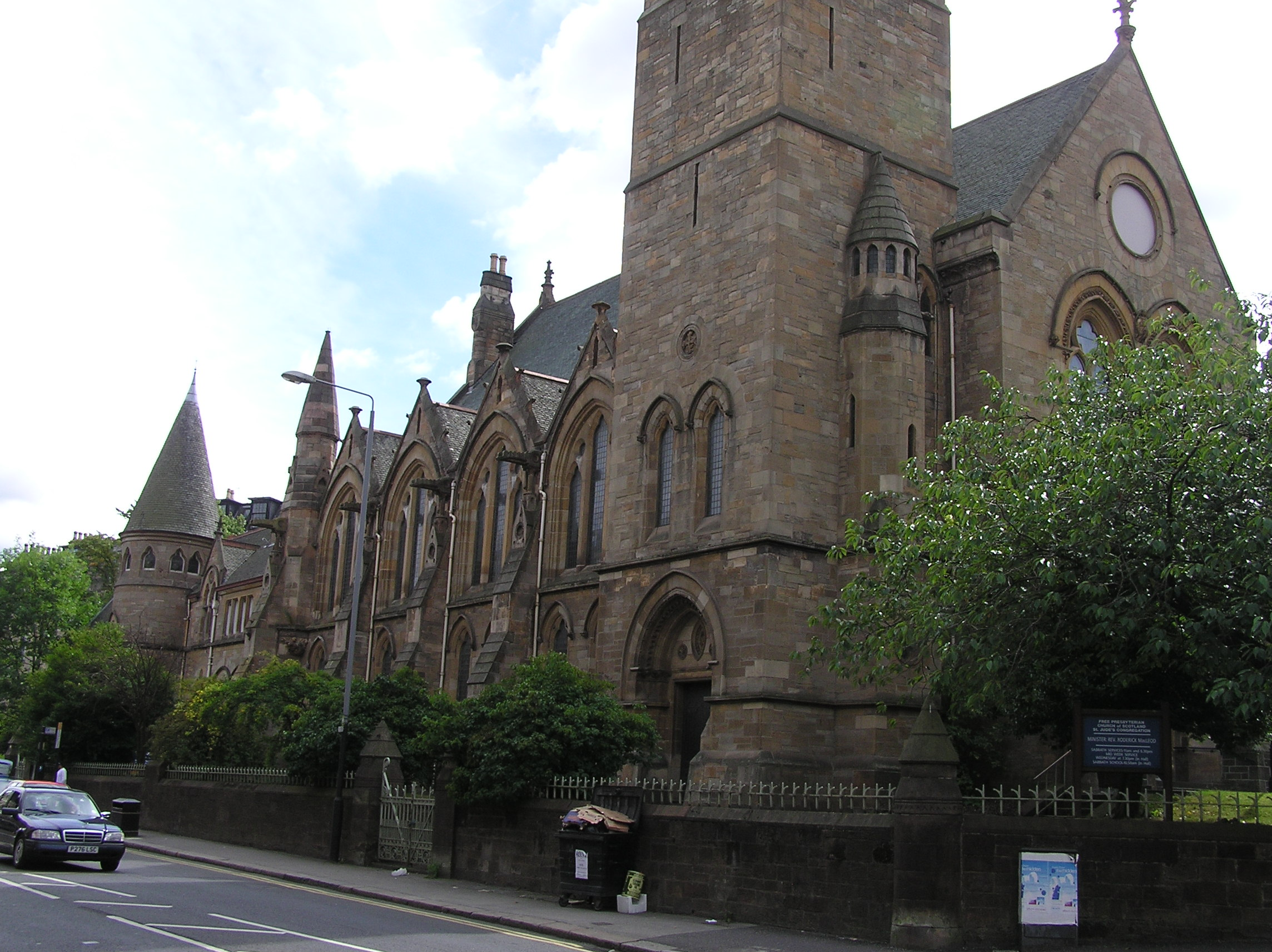
St. Jude’s Free Presbyterian church in Glasgow

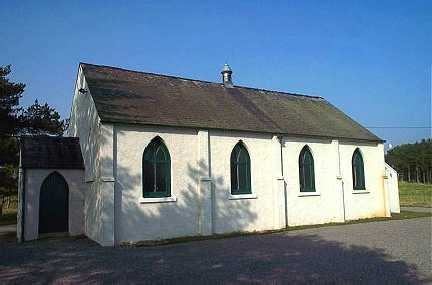
Free Presbyterian church in Evelix

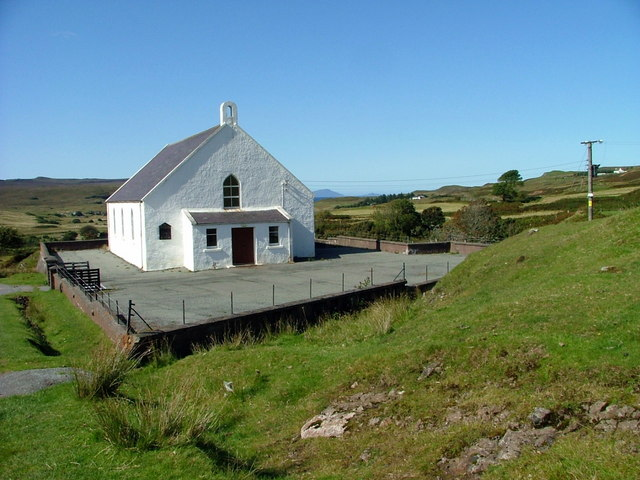
Free Presbyterian church in Glendale

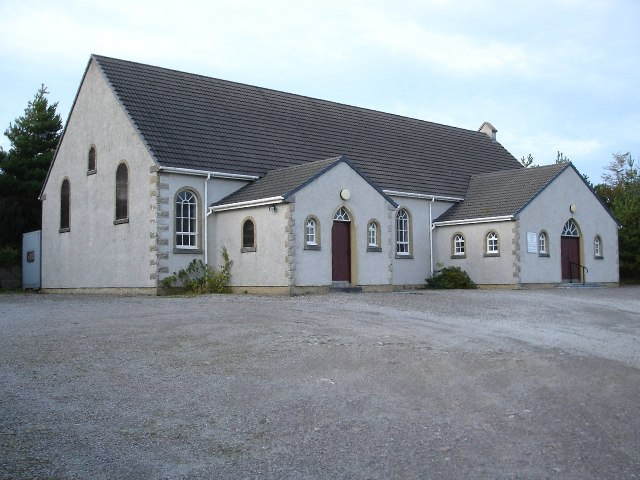
Free Presbyterian church in Laide

Die Free Presbyterian Church of Scotland ist eine reformierte Freikirche, die sich 1893 von der Free Church of Scotland abgespaltet hat.
Ihren Schwerpunkt hat die Freikirche in Schottland, wo sie 38 Gemeinden umfasst. Weitere Gemeinden befinden sich unter anderem in England, den USA, Neuseeland und Simbabwe. Sie begreift sich selbst als Hüterin des Erbes der Reformation nach Johannes Calvin in ihrer Ausprägung durch John Knox und lehnt die liberalen Strömungen ab, die aus ihrer Sicht die meisten übrigen presbyterianischen Kirchen erfasst haben. Zu ihrer Glaubenslehre gehören unter anderem die Autorität der Bibel, die Heiligung des Sonntags und die Ablehnung des Weihnachtsfests als „heidnisch“. Geltende Bekenntnisschrift ist das Bekenntnis von Westminster.
Sie hängt organisatorisch nicht mit der Freien Presbyterianischen Kirche zusammen, die in Nordirland ihren Schwerpunkt hat, steht ihr aber inhaltlich nahe.